# Derivada

A cada punt, la derivada és el pendent de la recta que és tangent a la corba. La recta de color vermell és sempre tangent a la corba blava; el seu pendent és la derivada.

En càlcul infinitesimal, la derivada és una mesura de com canvia una funció en modificar el valor de les seves variables. Intuïtivament pot dir-se que la derivada és la rapidesa amb què varia una quantitat determinada en un punt donat. Per exemple, la derivada de la posició d'un cotxe en un moment concret, és la velocitat instantània a la qual va el cotxe en aquell moment; i, de manera recíproca, la integral de la velocitat del cotxe és la seva posició.

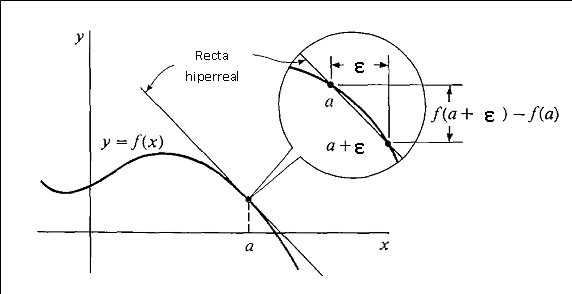
Emprant nombres hiperreals el càlcul de la derivada en un punt a s'interpreta com calcular el pendent d'una recta secant traçada dins de la mònada de a. Aquesta recta si es mira en el conjunt dels nombres reals és tangent a la recta en el punt a dons la distància entre el punt a + ε i el punt a és més petita que qualsevol nombre real més gran que zero.

La derivada de la funció en un punt donat descriu la millor aproximació lineal de la funció en el punt. Per una funció real d'una variable real, la derivada en un punt és igual al pendent de la recta tangent a la gràfica de la funció en aquest punt. En diverses dimensions, la derivada d'una funció en un punt és una aplicació lineal anomenada la linealització de la funció en el punt.
Del procés de trobar una derivada se'n diu derivació. El teorema fonamental del càlcul estableix que la derivació és el procés invers al de la integració.

## Història

### Resultats previs al desenvolupament del càlcul infinitesimal
El matemàtic grec Arquimedes va ser el primer de qui es té constància que hagués trobat la tangent a una corba diferent de la circumferència; per fer-ho va emprar un mètode semblant al que es fa servir en càlcul de derivades. Per estudiar l'espiral va separar el moviment d'un punt en dos components, una velocitat constant en el sentit radial i una velocitat perpendicular al radi provocada per una velocitat angular constant; a continuació, va sumar (o compondre vectorialment) els dos components del moviment per trobar la tangent a la corba. De vegades s'ha descrit els matemàtics grecs com a essencialment estàtics, amb poc interès per la noció de variabilitat; però Arquimedes, en el seu estudi sobre l'espiral, sembla que va trobar la tangent a una corba a través de consideracions cinemàtiques similars a les del càlcul diferencial. A base de pensar en un punt de l'espiral r = aθ com a subjecte a un doble moviment –un moviment radial uniforme allunyant-se del centre i un moviment circular entorn del centre–, sembla que, a través del paral·lelogram de velocitats, va trobar la direcció del moviment; és a dir, va trobar la tangent a la corba a base d'obtenir la resultant dels dos components del moviment. Es creu que aquest va ser el primer cas on es va trobar la tangent a una corba diferent de la circumferència.
El 499, el matemàtic Indi Aryabhata va fer servir una noció d'infinitesimals i va ser capaç d'expressar un problema astronòmic en forma d'una equació diferencial elemental. Manjula, al segle x, va elaborar aquesta equació diferencial i la deixa descrita en un comentari. Ja al segle xii, aquesta equació va portar Bhaskara II a desenvolupar el concepte d'una derivada que representa un canvi infinitesimal, i va descriure una forma primitiva del teorema de Rolle.
A finals del segle xii, el matemàtic Sharaf al-Dīn al-Tūsī va ser el primer a descobrir la derivada d'una funció polinòmica de tercer grau. En el seu Tractat sobre les equacions va desenvolupar conceptes relacionats amb el càlcul diferencial, com ara la funció derivada i els màxims i mínims de corbes, i ho va fer amb la finalitat de resoldre equacions de tercer grau que no tenen solucions positives. Per exemple, amb l'objectiu de resoldre l'equació {\displaystyle x^{3}+a=bx}, al-Tusi va calcular el punt màxim de la corba {\displaystyle y=bx-x^{3}\,\!}. Va fer servir la derivada de la funció per trobar que aquest punt màxim està a {\displaystyle \textstyle x={\sqrt {\frac {b}{3}}}\,\!}, i llavors va obtenir el valor màxim de y a {\displaystyle \textstyle 2({\frac {b}{3}})^{\frac {3}{2}}\,\!} a base de substituir {\displaystyle \textstyle x={\sqrt {\frac {b}{3}}}\,\!} en {\displaystyle y=bx-x^{3}\,\!}. Va resoldre que l'equació {\displaystyle bx-x^{3}=a\,\!} té una solució si {\displaystyle \textstyle a\leq 2({\frac {b}{3}})^{\frac {3}{2}}\,\!}, i així al-Tusi va deduir que l'equació té una arrel positiva si {\displaystyle \textstyle D={\frac {b^{3}}{27}}-{\frac {a^{2}}{4}}\geq 0\,\!}, on {\displaystyle D\,\!} és el discriminant de l'equació.

### Newton
Newton no va completar cap publicació definitiva que formalitzés el seu Fluxional Calculus; més aviat, moltes de les seves descobertes es transmeteren a través de correspondència mantinguda amb altres matemàtics, d'articles petits, o com detalls incorporats en altres compilacions definitives com ara Principia i Optica.
El 1664, Newton va fer la seva primera contribució important descrivint el teorema del binomi, el qual va estendre de manera que també inclogués exponents fraccionaris i negatius. L'èxit de Newton en expandir l'aplicació del teorema del binomi fou deguda al fet que va aplicar l'àlgebra de quantitats finites en una anàlisi de sèries infinites. En aquest treball va mostrar la voluntat de contemplar les sèries infinites, no només com a dispositius aproximats sinó com una forma alternativa d'expressar un terme.
Moltes de les idees clau de Newton sorgiren durant els anys de la pesta de 1665-1666 quan va escriure el primer plantejament del càlcul de fluxions, descrit en l'article no publicat De analysi per aequationes numero terminorum infinitas. En aquest article, Newton va determinar l'àrea tancada per una corba a base de calcular primer el ritme instantani de canvi (la derivada) i extrapolant-ne l'àrea total. Va començar amb una raonament sobre un triangle infinitament petit, l'àrea del qual és una funció de x e y, que el va portar a deduir que l'augment infinitesimal de l'abscissa crea una nova fórmula on x = x + o; és important observar que o és la lletra, no el dígit 0. A continuació va recalcular l'àrea amb l'ajut del teorema del binomi, i simplificà totes les quantitats que contenen la lletra o, obtenint una nova expressió algebraica per l'àrea. És significatiu observar que Newton va "descartar" les quantitats que contenen o perquè termes multiplicats per ell no seran res respecte de la resta.
Mentre que la seva nova formulació oferia un gran potencial, Newton era conscient de les seves limitacions lògiques. Va admetre que els errors no es poden descartar en matemàtiques, no importa com siguin de petits i que el que ell havia assolit estava explicat de forma resumida més que no pas demostrat de forma acurada.
En un esforç per donar al càlcul un marc i una explicació més rigorosa, el 1671 Newton va compondre el Methodus Fluxionum et Serierum Infinitarum. En aquest llibret va voler especular sobre moviments instantanis i infinitesimals, i va utilitzar les matemàtiques com una eina metodològica per explicar el món físic. La base del càlcul infinitesimal revisat de Newton esdevé la continuïtat; i, com a tal, ell va redefinir els seus càlculs en termes de moviments que flueixen de forma contínua. Per Newton les magnituds variables no són agregats d'elements infinitesimals sinó que són generades pel fet indiscutible del moviment.
Newton va intentar evitar l'ús d'infinitesimals a base de conformar el càlculs basant-se en un ritme de canvi. En el Methodus Fluxionum va definir el ritme de canvi generat com una fluxió, i la quantitat generada com un fluent. Per exemple, si l'espai o el volum són fluents, llavors la velocitat o el cabal són les seves respectives fluxions. Aquest càlcul infinitesimal revisat va assolir la seva forma definitiva en el text de 1676, De Quadratura Curvarum, on Newton ve a definir el que avui en dia entenem per derivada, com el ritme de canvi últim.

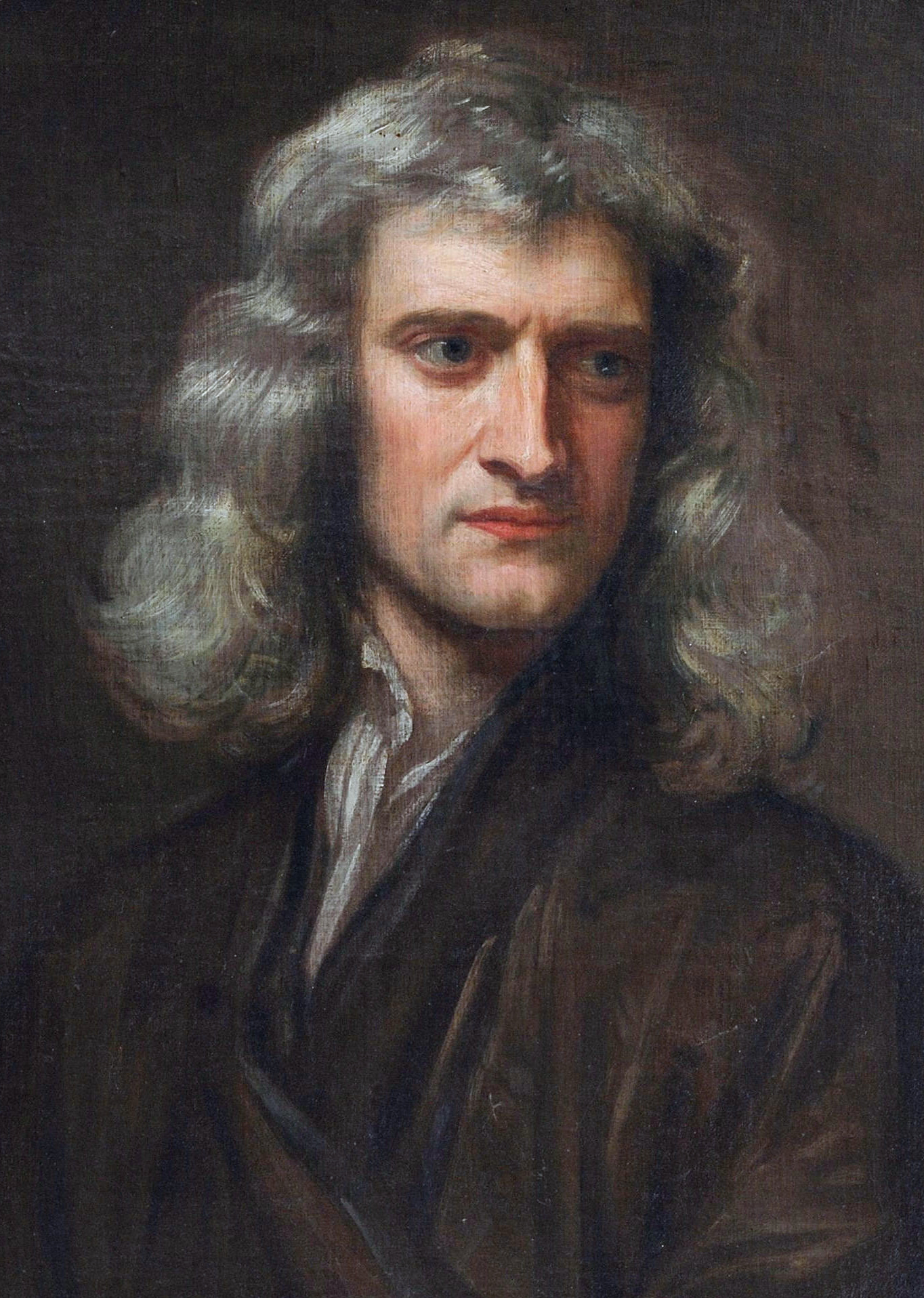
Sir Isaac Newton el 1689, obra de Godfrey Kneller.

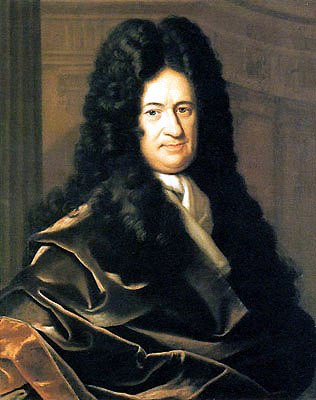
Gottfried Leibniz, cap al 1700, obra de Ch. B. Francke.

Newton va fer molt èmfasi en aquesta qüestió a Principia: 
| «              | Amb aquest mètode s'assoleix el mateix que pel mètode dels indivisibles, així podrem emprar amb més seguretat els principis ja demostrats. Per tant, en el que segueix sempre que parli de quantitats com si estiguessin constituïdes per partícules, o sempre que prengui petites corbes com si fossin línies rectes, no vull donar a entendre mai que es tracta d'indivisibles, sinó de divisibles que s'esvaeixen, ni tampoc de sumes o de quocients de parts determinades, sinó dels límits de les sumes o dels quocients, i la força de les demostracions s'ha d'atribuir sempre als lemes precedents. Es podria objectar que no hi ha cap proporció última entre quantitats que s'esvaeixen, car abans que s'esvaeixin no són últimes i, després d'haver desaparegut, no pot haver-hi cap proporció. Tanmateix, per la mateixa raó, es podria dir que un cos que arriba a un punt on s'atura no tindria cap velocitat última, car la seva velocitat no seria última abans d'arribar al punt final i un cop allí no en tindria cap de velocitat. La resposta és fàcil: per velocitat última s'entén la que té el cos, ni abans ni després d'arribar al punt final i aturar-se, sinó la que té al arribar-hi. De la mateixa manera s'ha d'entendre el quocient últim de les quantitats que s'esvaeixen, el quocient de les quantitats ni abans ni després de desaparèixer, sinó el quocient amb què desapareixen | » |
| — Isaac Newton | |   |

### Leibniz
Mentre Newton va començar el desenvolupament del seu càlcul de fluxions el 1665-1666, les seves troballes no circularen a bastament fins més tard. En els anys intermedis Leibniz també va crear el seu càlcul infinitesimal. Per tal d'entendre el raonament de Leibniz en càlcul infinitesimal s'han de tenir presents els seus antecedents. En particular dos d'ells: 
1. La seva metafísica que considera el món com un agregat infinit de mònades indivisibles.
2. La seva intenció, inspirada per les idees de l'ars magna de Ramon Llull,[10] de crear una lògica formal precisa amb la que obtenir: "un mètode general amb el qual totes les veritats de la raó s'haurien de reduir a una mena de càlcul."

Leibniz, igual que Newton, va veure la tangent com un quocient, però el va declarar simplement com el quocient entre ordenades i abscisses. Va continuar a base d'argumentar que la integral és, de fet, la suma de les ordenades per intervals infinitesimals de l'abscissa, és a dir, la suma d'un nombre infinit de rectangles. A partir d'aquestes definicions la relació d'inverses mútues va esdevenir clara i Leibniz es va adonar ràpidament del potencial de crear un nou sistema matemàtic complet. Allà on Newton havia evitat de fer servir infinitesimals, Leibniz en va fer la pedra angular de la seva notació i del càlcul infinitesimal.
En els manuscrits del 25 d'octubre a l'11 de novembre de 1675, Leibniz va enregistrar els seus descobriments i va experimentar amb diferents formes de notació. Era plenament conscient dels termes notacionals emprats i els seus plans inicials de crear un simbolisme lògic precís van esdevenir evidents. Leibniz va denotar les diferències infinitesimals entre abscisses i ordenades com dx i dy respectivament, i la suma d'una quantitat infinita d'àrees rectangulars infinitesimalment primes com (∫), que esdevé el símbol emprat actualment per la integral {\displaystyle \scriptstyle \int }. El 1684, Leibniz va publicar a l'Acta Eruditorum el que es considera el primer tractat sobre càlcul diferencial: Un nou mètode per màxims, mínims i tangents que també serveix per valors fraccionaris i irracionals i que, per tant, constitueix un tipus de càlcul sense precedents.

## Derivació i la derivada

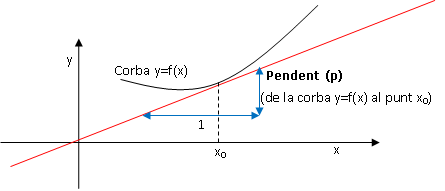
El pendent de la corba f(x) en el punt és igual al pendent de la recta tangent a la corba en el punt i és també igual a la derivada de la corba en aquest punt.

La derivació és un mètode per calcular el ritme al que varia una quantitat, y, (per exemple la posició d'un cotxe en una carretera recta) respecte al canvi d'una altra quantitat x (per exemple el temps), quan la quantitat y amb relació a la quantitat x és una variable dependent. D'aquest tipus de canvi se'n diu la derivada de y respecte de x. Parlant amb més precisió, la dependència de y respecte de x significa que y és una funció de x (en l'exemple que la posició del cotxe és una funció del temps). Si x i y són nombres reals, i si la gràfica de y es dibuixa respecte de x, la derivada mesura el pendent d'aquesta gràfica en cada punt. Aquesta relació sovint s'indica amb la fórmula y = f(x), on f indica funció.
El cas més senzill es dona quan y és una funció lineal de x (per exemple quan el cotxe recorre distàncies directament proporcionals al temps transcorregut); això vol dir que la gràfica de y respecte de x és una línia recta (en l'exemple a doble temps doble recorregut, a triple temps triple recorregut... i tots els punts de la gràfica queden damunt d'una recta). En aquest cas, y = f(x) = m x + c (l'equació d'una recta en coordenades cartesianes), on m i c, són nombres reals (en l'exemple del cotxe m és la velocitat, que en aquest cas senzill és constant, i c és la posició on es troba el cotxe quan x val zero, és a dir, la posició inicial). El pendent m ve donat per:
{\displaystyle m={{\mbox{canvi de }}y \over {\mbox{canvi de }}x}={\Delta y \over {\Delta x}}}
El símbol Δ (la lletra grega delta en majúscula) és l'abreviació de "canvi de" o "increment de". Aquesta fórmula és certa perquè, si s'agafa un punt (x0, y0) a partir del qual es calcula la variació o increment resulta que els increments de y i de x són:
{\displaystyle {\begin{aligned}&\Delta y=y-y_{0}\\&\Delta x=x-x_{0}\\\end{aligned}}}
Per tant:
{\displaystyle {\frac {\Delta y}{\Delta x}}={\frac {y-y_{0}}{x-x_{0}}}}
Tanmateix, com que y és sempre funció de x, és a dir:
{\displaystyle {\begin{aligned}y&=mx+c\\y_{0}&=mx_{0}+c\end{aligned}}}

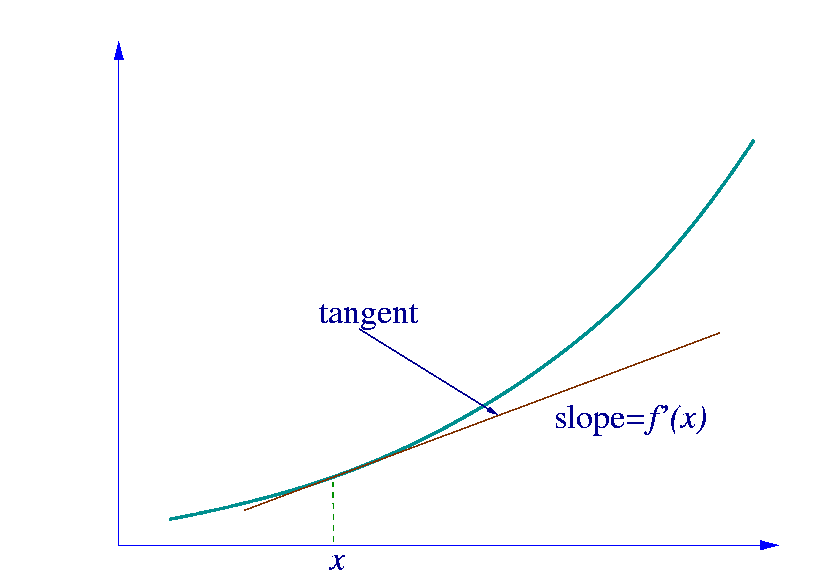
Figura 1. La recta tangent a (x, f(x))

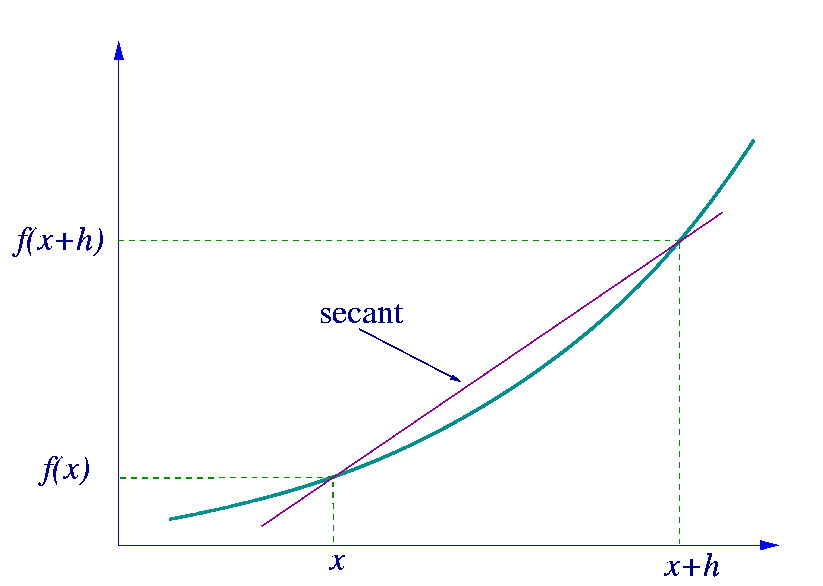
Figura 2. La secant a la corba y= f(x) determinada pels punts (x, f(x)) i (x+h, f(x+h)).

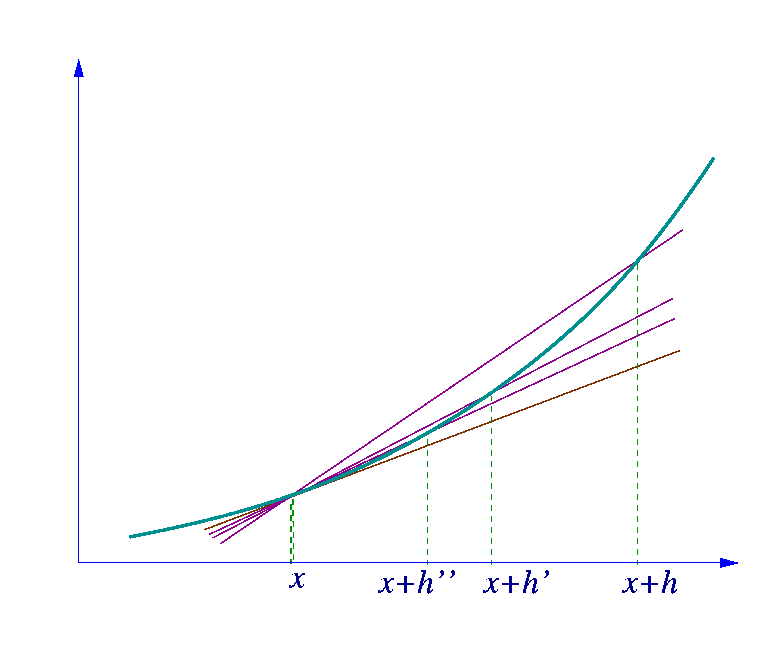
Figura 3. La recta tangent com a límit de secants.

Substituint aquestes expressions de y i de y0 al quocient anterior resulta:
{\displaystyle {\frac {\Delta y}{\Delta x}}={\frac {\left(mx+c\right)-\left(mx_{0}+c\right)}{x-x_{0}}}}
I operant queda:
{\displaystyle {\begin{aligned}{\frac {\Delta y}{\Delta x}}&={\frac {mx+c-mx_{0}-c}{x-x_{0}}}\\&={\frac {m\left(x-x_{0}\right)+\left(c-c\right)}{x-x_{0}}}\\&=m{\frac {x-x_{0}}{x-x_{0}}}=m\end{aligned}}}
D'aquí en resulta que Δy = m Δx.
Això dona un valor exacte i constant per al pendent d'una línia recta i a més aquest valor és independent del punt x0 que s'ha triat per fer el càlcul (cal fixar-se en què el valor x0 desapareix de l'equació al simplificar-la). En canvi, si la funció f no és lineal, és a dir, si la seva gràfica no és una línia recta, llavors el canvi de y dividit pel canvi de x varia en variar el punt x0, triat per fer el càlcul. La derivació és un mètode per trobar un valor exacte per aquest ritme de canvi a qualsevol valor donat de x0.
La idea, tal com s'il·lustra a les figures 1, 2 i 3, és la de calcular el ritme de canvi com el valor límit del quocient de diferències Δy / Δx a mesura que Δx esdevé infinitament petit.
En la notació de Leibniz, aquest canvi infinitesimal de x s'escriu dx, i la derivada de y respecte de x s'escriu
{\displaystyle {\frac {dy}{dx}}\,\!}
Un tipus de formulació que suggereix el quocient entre dues quantitats infinitesimals.
L'enfocament més comú que serveix per transformar aquesta idea intuïtiva en una definició més precisa utilitza límits, però hi ha altres mètodes com ara l'anàlisi no estàndard que fa servir directament nombres infinitesimals.

## Definicions

### Derivada d'una funció en un punt via el quocient de diferències
Sia y=f(x) una funció de x; la derivada de y respecte de x al punt a és, geomètricament parlant, el pendent de la recta tangent a la gràfica de f al punt a. El pendent de la tangent és molt proper al pendent de la recta que passa per (a, f(a)) i un punt molt proper en la gràfica, per exemple (a + h, f(a + h)). D'aquesta recta se'n diu recta secant. Un valor de h proper a zero donarà una bona aproximació al pendent de la recta tangent, i valors més petits (en valor absolut) de h donaran, en general, millors aproximacions. El pendent de la recta secant és la diferència entre els valors de y en aquests dos punts, dividit per la diferència entre els valors de x. És a dir,
{\displaystyle {\frac {f(a+h)-f(a)}{h}}.}
Aquesta expressió és el quocient de diferències de Newton. La derivada és el valor del quocient de diferències a mesura que la secant es fa més i més propera a la tangent. Formalment, la derivada de la funció f a a és el límit (si existeix):
{\displaystyle f'(a)=\lim _{x\to a}{f(x)-f(a) \over x-a}=\lim _{h\to 0}{f(a+h)-f(a) \over h}}
que és el límit del quocient de diferències quan h tendeix a zero, si aquest límit existeix. Si el límit existeix, llavors f és derivable al punt a. Aquí f′ (a) és una de les múltiples notacions de la derivada (vegeu més avall, Notació de les derivades).

### Derivada d'una funció en un punt via l'aproximació lineal de la funció en el punt
De forma equivalent, la derivada satisfà la propietat que
{\displaystyle \lim _{h\to 0}{f(a+h)-f(a)-f'(a)\cdot h \over h}=0,}
que té la interpretació intuïtiva (vegeu Figura 1) que la recta tangent a f pel punt a dona la millor aproximació lineal
{\displaystyle f(a+h)\approx f(a)+f'(a)h}
a f a prop de a (és a dir, per valors de h petits).
Aquesta interpretació és la que després dona el camí més fàcil per generalitzar el concepte de derivada a funcions en espais de dimensió més gran que 1 (vegeu més avall, El Jacobià i el diferencial).

Per fer més evident que la definició de derivada ens condueix al fet que, el valor de {\displaystyle f'(a)} és efectivament el valor del pendent de la recta tangent podem raonar-ho de la següent manera, primer calculem el següent límit:
{\displaystyle \lim _{h\to 0}{f(a+h)-[f(a)+Kh] \over h}=\lim _{h\to 0}{f(a+h)-f(a)-f'(a)h+f'(a)h-Kh \over h}=\lim _{h\to 0}{f(a+h)-[f(a)+f'(a)h] \over h}+f'(a)-K=f'(a)-K}
Aquest límit, en general serà diferent de 0, si no és que {\displaystyle K=f'(a)}. En altres paraules, si f és derivable en el punt a, la seva derivada és l'únic valor que anul·la el límit anterior (i si no és derivable no existeix cap valor de K que anul·li el límit, ja que de fer-ho aquest valor de K compliria la definició de derivada). Per tant, podem afirmar que l'expressió {\displaystyle f(a+h)-[f(a)+f'(a)h]} és un infinitèsim d'ordre superior a 1 quan {\displaystyle h\to 0}. Mentre que qualsevol expressió de la forma {\displaystyle f(a+h)-[f(a)+Kh]} amb {\displaystyle K\neq f'(a)} serà un infinitèsim d'ordre 1 quan {\displaystyle h\to 0}. La funció {\displaystyle y=f(a)+Kh} és una recta que passa pel punt {\displaystyle {\big (}a,f(a){\big )}} i té pendent {\displaystyle K}. Acabem de veure que la diferencia entre aquesta funció i la funció {\displaystyle f(a+h)=f(x)} és un infinitèsim d'ordre igual a 1, excepte quan el pendent de la recta és igual a {\displaystyle f'(a)} que es converteix en un infinitèsim d'ordre superior a 1 (quan {\displaystyle h=x-a\to 0}). Això vol dir que, de totes les rectes de la forma {\displaystyle y=f(a)+Kh} la recta que millor s'adapta a la funció {\displaystyle f(a+h)=f(x)} (és a dir, la recta tangent) és la de pendent {\displaystyle f'(a)}. En el cas que no existeixi la derivada de f en el punt a, per totes les rectes que passen pel punt {\displaystyle {\big (}a,f(a){\big )}} la diferencia entre {\displaystyle f(a+h)=f(x)} i {\displaystyle y=f(a)+Kh} és un infinitèsim d'ordre 1. Per tant, no existeix cap recta que s'adapti a la funció millor que les altres, és a dir, no existeix la recta tangent. Per tant, podem afirmar que

### Definició emprant nombres hiperreals[16]
El conjunt dels nombres hiperreals es pot construir i definir de diverses maneres, la més curta (tot i que potser no la més clara) és definir-los com: una extensió pròpia dels nombres reals.
Intuïtivament és fàcil interpretar els nombre hiperreals finits si es considera el següent resultat: qualsevol nombre hiperreal finit x* es pot escriure com la suma de dos components: un nombre real x, i un nombre infinitesimal ε, x* = x + ε
Un nombre hiperreal ε és un infinitesimal si és més gran que zero i més petit que qualsevol nombre real. Els nombres infinitesimals s'acostumen a notar amb les lletres gregues ε i δ.
En el conjunt dels nombres hiperreals, a més dels nombres reals, els infinitesimals i els nombres formats per la suma d'un nombre real i un infinitesimal, també hi ha els nombres infinits. Un nombre hiperreal K és infinit si el seu invers 1/K és un infinitesimal. Els nombres infinits s'acostumen a notar amb la lletra K majúscula.
Es diu que dos nombres hiperreals pertanyen a la mateixa mònada si la seva diferència és un nombre infinitesimal
Es diu que dos nombres hiperreals pertanyen al mateix univers si la seva diferència és finita.
Es defineix una funció que a cada nombre hiperreal finit li assigna un nombre real anomenat la seva part estàndard (és una funció anàloga a la funció part entera que a cada nombre real li assigna un nombre enter). Aquesta funció es defineix de la següent manera, si x* = x + ε és un nombre hiperreal finit, llavors st(x*)=x
Qualsevol funció real definida per una fórmula es pot estendre de manera natural per tal d'obtenir una funció, el recorregut i la imatge de la qual siguin en el conjunt dels nombres hiperreals a base d'aplicar la fórmula als nombre hiperreals. Per exemple l'extensió hiperreal de la funció f(x)=x² és f*(x) de forma que f' *(x + ε)=(x + ε)²
A partir d'aquesta base, definir la derivada és molt senzill.
La derivada d'una funció en un punt és la part estàndard del quocient entre l'increment de la funció (de fet l'extensió de la funció) i l'increment de la variable independent quant l'increment de la variable independent és infinitesimal.
{\displaystyle {f}'\left(x\right)=st\left({\frac {f^{*}\left(x+\varepsilon \right)-f^{*}\left(x\right)}{\varepsilon }}\right)}
Per exemple
{\displaystyle f\left(x\right)=x^{2}}
{\displaystyle {f}'\left(x\right)=st\left({\frac {\left(x+\varepsilon \right)^{2}-x^{2}}{\varepsilon }}\right)}
És a dir, la derivada de la funció en un punt es calcula ficant-se a dins de la mònada del punt, agafant un increment infinitesimal qualsevol de la variable independent, calculant l'increment que es produeix en la variable dependent i dividint-los, llavors se surt de la mònada negligint els infinitesimals.
Perquè la derivada existeixi cal que el quocient sigui un nombre hiperreal finit (sinó no està definida la part estàndard), per tant per calcular la derivada s'ha d'operar per veure si l'expressió del quocient es pot arribar a expressar en forma de la suma d'un nombre real més un infinitesimal. En el cas de l'exemple:
{\displaystyle {f}'\left(x\right)=st\left({\frac {x^{2}+2x\varepsilon +\varepsilon ^{2}-x^{2}}{\varepsilon }}\right)=st\left({\frac {2x\varepsilon +\varepsilon ^{2}}{\varepsilon }}\right)=st\left(2x+\varepsilon \right)}
Com que en aquest cas el resultat és un nombre hiperreal finit la derivada existeix i d'acord amb la definició de la funció part estàndard val:
{\displaystyle {f}'\left(x\right)=2x}
Perquè {\displaystyle st\left(2x+\varepsilon \right)=2x}
Es pot demostrar que la derivada està ben definida en el sentit que el resultat és sempre el mateix independentment del increment infinitesimal que s'hagi triat.
Aquest enfocament es pot veure com una manera simplificada de parlar dels límits (una forma de construir els nombres hiperreals és identificar les successions que tendeixen a zero amb els infinitesimals) o com un sistema de nombres perfectament legítims per a treballar. Des del punt de vista pràctic i pedagògic té l'avantatge que simplifica les expressions, (sobretot al treballar en temes més complexos del calcul infinitesimal com les equacions diferencials, les integrals o el plantejament de problemes físics) i l'avantatge que és el mètode rigorós que s'assembla més al pensament que inicialment va dur tant a Newton com a Euler a desenvolupar el càlcul infnitesimal (tot i que Newton va fer l'esforç de trobar la manera d'eliminar els infinitesimals abans de presentar-lo en públic).

### Funció derivada
Sia f una funció que té derivada a cada punt a del seu domini. Com que a cada punt a té una derivada, hi ha una funció que a cada punt a li fa correspondre la derivada de f al punt a. Aquesta funció s'escriu f′(x) i es diu la funció derivada o la derivada de f. La derivada de f recull totes les derivades de f a tots els punts del domini de f.
De vegades f té derivada a molts, però no a tots, el punts del seu domini. La funció que a cada punt a per al que f′(a) està definida li fa correspondre f′(a) i que no està definida en la resta de punts, també es diu la derivada de f. Aquesta funció encara és una funció, però el seu domini és estrictament més petit que el domini de f. Ara, la funció derivada f pot ser, o no, derivable en el punt a. Si ho és denotem la derivada de la funció f'(x) en el punt a com f''(a) i s'anomena derivada segona de f en el punt a. De nou si f'(x) té derivada a tots els punts del domini (o en algun conjunt {\displaystyle D\subset \mathbb {R} }) podem parlar de la funció derivada segona, f''(x). De forma similar podem parlar de derivada tercera, quarta, etc. Una condició necessària (però no suficient) per l'existència de la derivada enèsima de f en un punt ({\displaystyle f^{(n)}(a)}) és l'existència de la funció derivada {\displaystyle f^{n-1}(x)} en algun entorn del punta a.
Fent servir aquesta idea, la derivació esdevé una funció de funcions: La derivada és un operador el domini del qual és el conjunt de totes les funcions que tenen derivades a tots els punts del seu domini i el recorregut de l'operador és un conjunt de funcions. Si s'indica aquest operador per D, llavors D(f) és la funció f′(x). Com que D(f) és una funció, es pot avaluar al punt a. Per la definició de la funció derivada, D(f)(a) = f′(a).
A tall de comparació, es considera la funció f(x) =2x; f que és una funció real sobre els nombres reals, això vol dir que agafa nombres com a arguments i que dona nombres com a resultats:
{\displaystyle {\begin{aligned}1&{}\mapsto 2,\\2&{}\mapsto 4,\\3&{}\mapsto 6.\end{aligned}}}
L'operador D, en canvi, no està definit sobre nombres individuals. Només està definit sobre funcions:
{\displaystyle {\begin{array}{l}\left({y=1}\right)\to \left({y=0}\right)\\\left({y=x}\right)\to \left({y=1}\right)\\\left({y=x^{2}}\right)\to \left({y=2x}\right)\\{\rm {}}\\\end{array}}}
Com que el resultat de D és una funció, el resultat de D es pot avaluar en un punt. Per exemple, quan D s'aplica a la funció d'elevar al quadrat,
{\displaystyle D\left({y=x^{2}}\right)=\left({y=2x}\right)}
Dona la funció duplicar, que anomenem f'(x). Llavors aquesta funció resultat es pot avaluar per obtenir f(1) = 2, f(2) = 4, i així.

### Exemple
Trobar la derivada de la funció f(x) = x² al punt x = 3 i trobar la funció derivada d'aquesta funció.
Si se substitueix h per zero, en el quocient de diferències apareix una divisió entre zero i, per tant, el pendent de la recta tangent no es pot trobar directament amb aquesta fórmula. En comptes d'això, es defineix Q(h), el quocient de la diferència, com una funció de h:
{\displaystyle Q(h)={\frac {f(a+h)-f(a)}{h}}}.
Q(h) és el pendent de la secant que passa per (a, f(a)) i (a + h, f(a + h)). Si f és una funció contínua, que vol dir que la seva gràfica és una corba no trencada sense salts, llavors Q és una funció contínua fora del punt h = 0. Si el {\displaystyle \textstyle \lim _{h\to 0}Q(h)} existeix, vol dir que hi ha una manera de triar un valor per Q(0) que fa que la gràfica de Q sigui una funció contínua; en aquest cas la funció f és derivable al punt a, i la seva derivada a a és igual a Q(0).
A la pràctica, l'existència de l'extensió contínua del quocient de diferències Q(h) a h = 0 es mostra a base de modificar el numerador de forma que es pugui cancel·lar la h del denominador. En el cas de funcions complicades, aquest procés pot ser llarg i tediós i, normalment, es fan servir moltes dreceres per poder simplificar-lo.
La funció f(x) = x² és derivable al punt x = 3, i el valor de la seva derivada en aquest punt és 6. Això es demostra a base d'escriure el quocient de les diferències tal com segueix:
{\displaystyle {f(3+h)-f(3) \over h}={(3+h)^{2}-9 \over {h}}={9+6h+h^{2}-9 \over {h}}={6h+h^{2} \over {h}}=6+h.}
Llavors es calcula el valor de la funció simplificada en el límit:
{\displaystyle \lim _{h\to 0}6+h=6+0=6.}
L'expressió anterior mostra que el quocient de les diferències és igual a 6 + h quan h és diferent de zero, i és indefinit quan h és zero. Tanmateix, hi ha una forma natural d'omplir la gràfica del quocient de les diferències en el punt zero amb un valor, en aquest cas 6. Per tant, el pendent de la gràfica de la funció x quadrat al punt (3, 9) és 6 i, per tant, la seva derivada a x = 3 és f '(3) = 6.
De forma més general, un càlcul similar mostra que la derivada de la funció en un punt qualsevol x dona:
{\displaystyle {\frac {f\left(x+h\right)-f\left(x\right)}{h}}={\frac {\left(x+h\right)^{2}-x^{2}}{h}}={\frac {x^{2}+2xh+h^{2}-x^{2}}{h}}={\frac {2xh+h^{2}}{h}}=2x+h}
Per tant, la funció derivada f'(x) de la funció f(x) = x² és
{\displaystyle {f}'\left(x\right)={\underset {h\to 0}{\mathop {\lim } }}\,2x+h=2x+0=2x}
Naturalment, a partir d'aquí es pot trobar també el valor de la derivada en el punt 3 avaluant la funció derivada en el punt 3:
{\displaystyle {f}'\left(3\right)=2\cdot 3=6}

### Derivades d'ordre superior
Sia f una funció derivable, i sia f′(x) la seva funció derivada. La derivada de f′(x) (si en té una) s'escriu f′′(x) i es diu la derivada segona de f. De manera similar, la derivada de la segona derivada, si existeix, s'escriu f′′′(x) i es diu la derivada tercera de f. D'aquestes derivades repetides se'n diu derivades d'ordre superior.
Una funció f no té perquè tenir derivada, per exemple, si no és contínua. De la mateixa manera, fins i tot quan f té derivada, pot ser que no tingui la derivada segona. Per exemple, sia
{\displaystyle f(x)={\begin{cases}x^{2},&{\mbox{si }}x\geq 0\\-x^{2},&{\mbox{si }}x\leq 0\end{cases}}}.
Un càlcul similar al de l'exemple mostra que f és una funció derivable que té com a funció derivada
{\displaystyle f'(x)={\begin{cases}2x,&{\mbox{si }}x\geq 0\\-2x,&{\mbox{si }}x\leq 0\end{cases}}}.
f′(x) és el doble de la funció valor absolut, i aquesta no té derivada al punt zero perquè en aquest punt a la seva gràfica coincideixen dues rectes amb pendents diferents. Exemples similars mostren que hi ha funcions que tenen k derivades per qualsevol nombre k no negatiu però no tenen derivada d'ordre (k + 1). D'una funció que té k derivades successives es diu que és k vegades derivable. Si, a més a més, la derivada d'ordre k és contínua, llavors es diu que la funció és de classe Ck. Finalment, d'una funció que té infinites derivades se'n diu una funció infinitament derivable.
En la recta real, totes les funcions polinòmiques són infinitament derivables. Aplicant les regles de derivació, si un polinomi de grau n es deriva n cops, esdevé una funció constant, i totes les seves subseqüents derivades són idènticament zero. Per tant, els polinomis són funcions infinitament derivables.
Les derivades d'una funció f en un punt x subministren aproximacions polinòmiques a la funció en la proximitat del punt x. Per exemple, si f és derivable dos cops, llavors
{\displaystyle f(x+h)\approx f(x)+f'(x)h+{\tfrac {1}{2}}f''(x)h^{2}}
En el sentit que
{\displaystyle \lim _{h\to 0}{\frac {f(x+h)-f(x)-f'(x)h-{\frac {1}{2}}f''(x)h^{2}}{h^{2}}}=0.}
Si f és infinitament derivable, llavors aquest és el començament de la sèrie de Taylor de f.

## Continuïtat i derivabilitat

Aquesta funció no té derivada el punt assenyalat, atès que la funció no és contínua en aquest punt.

Degut a la definició de derivada, {\displaystyle f'(a)=\lim _{x\to a}{f(x)-f(a) \over x-a}}, si la funció f és derivable en el punt a, aleshores {\displaystyle f(x)-f(a)=O[(x-a)]}. I, en conseqüència {\displaystyle \lim _{x\to a}f(x)-f(a)=0\Longrightarrow \lim _{x\to a}f(x)=f(a)}
Per tant, si y = f(x) és derivable al punt a, llavors f també ha de ser contínua al punt a. Per exemple, en un punt qualsevol a sia f la funció graó que dona un valor, per exemple 1, per tot x més petit que a, i dona un valor diferent, per exemple 10, per tot x més gran o igual que a. La funció f no pot tenir derivada a a. Si h és negativa, llavors a + h és a la part baixa del graó, per tant la recta secant entre a i a + h serà molt pendent, i a mesura que h tendeix a zero, el pendent tendeix a infinit. Si h és positiva, llavors a + h és a la part alta del graó, per tant la secant entre a i a + h serà horitzontal i tindrà pendent zero. En conseqüència la recta secant no s'aproxima a un únic pendent, per tant el límit del quocient de les diferències no existeix.

La funció valor absolut és contínua, però no és derivable a x = 0 atès que té un canto agut.

En canvi, fins i tot si una funció és contínua en un punt, pot ser que no sigui derivable en aquest punt. Per exemple, la funció valor absolut y = |x| és contínua a x = 0, però no hi és derivable. Si h és positiva, llavors el pendent de la secant des de 0 a h és 1, mentre que si h és negativa, llavors el pendent de la secant des de 0 a h és -1. Això es pot veure gràficament com un "plec" a la gràfica a x = 0. Fins i tot una funció amb una gràfica suau no és derivable en un punt quant la tangent en aquest punt és vertical: Per exemple, la funció y = 3√x no és derivable a x = 0.
La majoria de les funcions que apareixen a la pràctica tenen derivada a tots els punts o gairebé a tots els punts. En canvi, un resultat de Stefan Banach estableix que el conjunt de les funcions que tenen derivada en algun punt és un conjunt magre en l'espai de totes les funcions contínues (és a dir, no hi ha cap entorn en el conjunt de les funcions contínues on el subconjunt de les funcions derivables en algun punt sigui dens). De manera informal, això significa que les funcions derivables són molt rares entre les funcions contínues. El primer exemple conegut d'una funció que és contínua a tot arreu però que no és derivable enlloc, és la funció de Weierstrass.

## Notacions de la derivada

### Notació de Leibniz
Recordem que la derivada d'una funció en un punt és precisament el pendent de la recta tangent a la funció en aquest punt, és a dir, que la recta tangent és una recta que s'escriu com {\displaystyle y(x)=f(a)+f'(a)(x-a)}. Si canviem el punt d'origen de la gràfica i el posem al punt {\displaystyle {\big (}(a,f(a){\big )}}, convertint la gràfica d'eixos {\displaystyle (x,y)} en una gràfica d'eixos {\displaystyle (dx,dy)}, aleshores la recta es reescriu com
{\displaystyle dy(x)=f'(a)dx}
Aquesta funció s'anomena diferencial de la funció f en el punta a i, quan existeix, es diu que la funció f és diferenciable. Com que diferenciabilitat {\displaystyle \Longleftrightarrow } existència de la recta tangent {\displaystyle \Longleftrightarrow } derivabilitat podem parlar de funcions diferenciables i derivables com a sinònims.
La notació de les derivades introduïda per Gottfried Leibniz és una de les primeres. Encara es fa servir habitualment quan l'equació y=f(x) és vista com una relació funcional entre variables dependents i independents.
Llavors la derivada primera es denota per
{\displaystyle {\frac {dy}{dx}},\quad {\frac {df}{dx}}(x),\;\;\mathrm {o} \;\;{\frac {d}{dx}}f(x).}
Les derivades d'ordre superior s'expressen fent servir la notació
{\displaystyle {\frac {d^{n}y}{dx^{n}}},\quad {\frac {d^{n}f}{dx^{n}}}(x),\;\;\mathrm {o} \;\;{\frac {d^{n}}{dx^{n}}}f(x)}
per la derivada enèsima de y = f(x) (respecte de x).
Amb la notació de Leibniz, es pot escriure la derivada de y al punt x = a de dues formes diferents:
{\displaystyle {\frac {dy}{dx}}\left.{\!\!{\frac {}{}}}\right|_{x=a}={\frac {dy}{dx}}(a).}
La notació de Leibniz permet especificar la variable respecte a la qual s'està derivant en el denominador. Això és especialment rellevant en les derivades parcials. Això també fa més fàcil de recordar la regla de la cadena:
{\displaystyle {\frac {dy}{dx}}={\frac {dy}{du}}\cdot {\frac {du}{dx}}.}

### Notació de Lagrange
Una de les notacions modernes més habituals per la derivada és deguda a Joseph Louis Lagrange i fa servir el símbol prima, de forma que la derivada d'una funció f(x) es denota com f′(x) o simplement f′. De forma similar les derivades segona i tercera es denoten 
{\displaystyle (f')'=f''\,}   i   {\displaystyle (f'')'=f'''\,.}
Més enllà d'aquest punt, alguns autors fan servir nombres romans com ara 
{\displaystyle f^{\mathit {IV}}\,}
per la derivada quarta, mentre que d'altres posen el nombre de la derivada entre parèntesis:
{\displaystyle f^{(4)}\,}
Aquesta última notació es generalitza per donar la notació f (n) per la derivada nèsima de f — aquesta notació és més útil quan es vol parlar de les derivades com una funció en si mateixes, atès que en aquest cas la notació de Leibniz pot resultar incòmoda.

### Notació de Newton
La notació de Newton per la derivada, consisteix en col·locar un punt damunt del nom de la funció per indicar una derivada. Si y = f(t), llavors 
{\displaystyle {\dot {y}}}   i   {\displaystyle {\ddot {y}}}
Indiquen, respectivament, la primera i segona derivades de y respecte de t. Aquesta notació es fa servir per derivades temporals, això vol dir que la variable independent de la funció representa el temps. És molt habitual en física i en disciplines matemàtiques connectades amb la física com ara en equacions diferencials. Encara que la notació esdevé immanejable per derivades d'ordre superior, a la pràctica normalment només calen derivades de segon o tercer ordre.

### Notació d'Euler
La notació d'Euler fa servir l'operador diferencial D, que en aplicar-lo a una funció f dona la derivada primera Df. La derivada segona es denota D²f, i la derivada nèsima es denota Dnf.
Si y = f(x) és una variable dependent, llavors sovint s'afegeix el subíndex x a la D per aclarir que la variable dependent és x.
La notació d'Euler llavors s'escriu 
{\displaystyle D_{x}y\,}   o   {\displaystyle D_{x}f(x)\,},
Tot i que aquest subíndex sovint s'omet quant la variable x queda sobreentesa, per exemple quant és l'única variable present a l'expressió.
La notació d'Euler és útil per establir i resoldre equacions diferencials lineals.

## Teoremes relacionats amb la derivada

### Regla de L'Hôpital
La regla de L'Hôpital diu que si existeix el límit del quocient entre les derivades de dues funcions es compleix que:
{\displaystyle {\underset {x\to a}{\mathop {\lim } }}\,{\frac {{f}'\left(x\right)}{{g}'\left(x\right)}}={\underset {x\to a}{\mathop {\lim } }}\,{\frac {f\left(x\right)}{g\left(x\right)}}}
Es un teorema utilitzat principalment per determinar límits que d'altra manera foren complicats de calcular. Es pot aplicar si es tracta de cercar un límit d'un quocient entre dues funcions contínues, f(x)/g(x), el numerador i denominador del qual tendeixen a zero o bé el denominador, a l'infinit. Per calcular el límit es deriva independentment el numerador i el denominador i es determina el límit del quocient entre aquestes derivades.

### Teorema de Fermat
El teorema de Fermat estableix que la derivada d'una funció en els seus extrems locals, (màxims i mínims locals), si existeix, val zero.
És a dir:
Sia {\displaystyle f\colon (a,b)\rightarrow \mathbb {R} } una funció i sia {\displaystyle \displaystyle x_{0}\in (a,b)} un extrem local de {\displaystyle \displaystyle f}. Si {\displaystyle \displaystyle f} és derivable a {\displaystyle \displaystyle x_{0}} llavors {\displaystyle \displaystyle f'(x_{0})=0}.
Intuïtivament és clar. Quan el pendent de la recta tangent a la gràfica de la funció és positiva, la funció creix, quant és negativa decreix, per tant en el punts on és màxima o mínima (punts on deixa de créixer i comença de decréixer o viceversa) la derivada ha de ser zero.
Compte que al revés no és cert. Una funció pot deixar de créixer en un punt (per tant la derivada ser zero) i després, en comptes de començar a decréixer, tornar a créixer altre cop, per tant no presentar cap màxim.
El teorema de Fermat es fa servir per determinar els màxims i mínims d'una funció. El procediment és el següent:
1. Trobar la funció derivada
2. Trobar els zeros de la funció derivada.
3. Comprovar en els punts on la funció derivada val zero, si la funció en qüestió presenta un extrem o no.

Vegeu també màxims i mínims i aplicacions de la derivada.

### Teorema de Rolle

Gràfic per exemplificar el teorema

El teorema de Rolle diu que si una funció és contínua i derivable en un interval i en els dos extrems té el mateix valor, ha d'haver-hi per força un punt a l'interval on la derivada valgui zero.
Més precisament:
Si f : [a, b] → ℝ és una funció contínua en un interval tancat [a,b] i f és derivable en l'interval obert (a,b) i f(a) = f(b) Llavors existeix algun nombre c en l'interval obert (a,b) tal que f' (c) = 0.
Compte que el teorema no diu que la funció tingui un màxim o un mínim, pot ser que es tracti de la funció constant on la derivada en tots els punts val zero i no té cap màxim ni mínim relatiu.
Intuïtivament el teorema és clar, si la funció és la funció constant es compleix per tots els punts, si no ho és, en algun punt creix (o decreix) per apartar-se del valor constant, per tant tard o d'hora ha de decréixer (o créixer) per tornar al mateix valor al punt final de l'interval, per tant en aquest cas ha de tenir un màxim o un mínim relatiu i, per tant, pel teorema de Fermat en aquest punt la derivada val zero.
El teorema de Rolle es fa servir per demostrar el teorema del valor mitjà.

### Teorema del valor mitjà

Per qualsevol funció contínua en [a, b] i derivable en (a, b) hi ha algun c al interval (a, b) tal que la secant que uneix els punts extrems de l'interval [a, b] és paral·lela a la tangent al punt c.

Informalment es pot dir que, en càlcul infinitesimal, el teorema del valor mitjà estableix que, donat un bocí d'una corba derivable, hi ha un punt dins d'aquest bocí en el qual la tangent a la corba és paral·lela a la recta que uneix el primer punt amb l'últim. O, dit d'una altra manera, que hi ha un punt on el pendent o derivada de la corba és igual a la mitjana del pendent (o derivada mitjana) de tota la corba. Aquest teorema es fa servir per demostrar teoremes que obtenen conclusions globals de funcions a partir d'hipòtesis locals referents als valors que prenen les seves derivades en punts de l'interval.
Aquest teorema es pot entendre aplicant-lo al cas d'un objecte en moviment. Si un cotxe viatja cent quilòmetres en una hora, és a dir si la seva velocitat mitjana és de 100 km/h, llavors, en algun moment, la seva velocitat instantània haurà de ser exactament de 100 km/h. Perquè, o bé sempre va a 100 km/h, o si en algun moment va més a poc a poc (o més de pressa) en algun altre moment ha d'anar més ràpid (o més lent) per recuperar el temps perdut (o per no arribar abans d'hora); per tant, en algun moment ha de passar de menys de 100 km/h a més de 100 km/h (o viceversa).
Aquest teorema es fa servir per demostrar teoremes que obtenen conclusions globals de funcions a partir d'hipòtesis locals referents als valors que prenen les seves derivades en punts de l'interval.

### Teorema fonamental del càlcul
Una primitiva d'una funció donada, és la inversa de la funció derivada. És a dir, si f(x) és la derivada de F(x) (o sigui f(x)=F'(x)) llavors F(x) és una primitiva de f(x).
La integral d'una funció entre dos punts a i b és igual a l'àrea de la regió del pla xy limitada entre la gràfica de la funció, l'eix x, i les línies verticals x = a i x = b, on es resten les àrees per davall de l'eix x.
El teorema fonamental del càlcul afirma que la integral d'una funció es pot calcular trobant una primitiva i restant del valor que aquesta té al final de l'interval el que tenia al començament.
Formalment això s'escriu:
Hipòtesi: 
Sigui {\displaystyle f} una funció contínua a l'interval {\displaystyle [a,b]}
Sigui {\displaystyle g} una funció diferenciable en l'interval {\displaystyle [a,b]} tal que {\displaystyle g'(x)=f(x){\ }\forall x\in [a,b]}
Tesi: 
{\displaystyle \int _{a}^{b}f(x)dx=g(b)-g(a)}
Una forma intuïtiva d'entendre'l fàcilment és imaginar un dipòsit que té una base amb una àrea d'un metre quadrat. Si hi entra líquid el dipòsit augmenta de nivell. Es pot relacionar qualsevol funció amb aquest dipòsit fent que x representi el temps i F(x) el nivell del dipòsit a l'instant x. La derivada d'aquesta funció f(x)=F'(x) a cada instant representa el cabal, (en volum per unitat de temps) de líquid que entra al dipòsit (perquè l'augment de nivell és igual a l'augment de volum i si es divideix entre l'augment de temps dona el cabal). El teorema fonamental aplicat a aquest cas diu que el volum de líquid que ha entrat al dipòsit en l'interval de temps que va entre l'instant a i l'instant b es pot calcular de dues formes que donen el mateix resultat:
1. Fent la integral del cabal: a base de multiplicar el cabal que entra a cada instant per la durada de l'instant (això dona el volum que ha entrat en aquest instant o també f(x) multiplicat per dx, és a dir, l'àrea infinitesimal de la funció) i sumant tots els infinits volums que han entrat en tots els instants de l'interval (que és igual a l'àrea tancada per la funció al sumar les infinites àrees infinitesimals).
2. Restant del nivell final (que és igual al volum final) el nivell inicial (que és igual al volum inicial).

El primer mètode a la pràctica només es pot aplicar de forma aproximada i porta força feina (vegeu integració numèrica), mentre que el segon mètode requereix els següents passos:
1. Trobar una primitiva de f(x)
2. Avaluar la funció primitiva als punts final i inicial i fer la resta.

Si es pot trobar la primitiva (que no sempre és possible, vegeu Teoria diferencial de Galois) llavors el mètode dona un resultat exacte de forma força pràctica i senzilla.
El teorema fonamental del càlcul entre altres coses s'aplica per calcular integrals emprant aquest segon mètode.

## Càlcul de la derivada
Un dels factors que han contribuït a l'èxit del càlcul diferencial és la relativa facilitat per poder calcular la funció derivada de totes les funcions que pertanyen a un conjunt que apareix amb molta freqüència a les aplicacions pràctiques en física i enginyeria. Es tracta de les funcions que es poden expressar com a combinació de funcions elementals emprant sumes, productes, quocients i composició de funcions.
Dins del concepte de càlcul de la derivada, es poden distingir dues operacions diferents però relacionades: el càlcul de la derivada d'una funció en un punt i el càlcul de la funció derivada d'una funció.
Una forma de calcular la derivada d'una funció en un punt és calcular primer la funció derivada i llavors avaluar la funció derivada en el punt en qüestió, l'altra és aplicar la definició de derivada d'una funció en un punt i calcular el límit (o calcular la part estàndard si es treballa en anàlisi no estàndard).
Per calcular la funció derivada de les funcions que són combinació de funcions elementals, primer cal conèixer les funcions derivades de les funcions elementals i llavors, emprant un conjunt de regles per al càlcul de derivades, es pot calcular la funció derivada de qualsevol combinació de funcions elementals.
Vegeu també derivada (exemples) on es presenten exemples de càlcul de derivades tant a base d'aplicar la definició i calcular el límit com a base d'emprar les regles de càlcul de derivades.

### Derivades de funcions elementals
Les funcions derivades de les funcions elementals es poden trobar aplicant la definició de derivada de la funció en un punt arbitrari x i calculant el límit en aquest punt. En alguns casos però resulta més senzill aprofitar les particularitats de la funció per poder aplicar les regles de càlcul de derivades.
En la següent taula hi ha les funcions derivades les funcions més habituals i a l'article principal es presenta el procés de càlcul per tal d'arribar a cada una de les expressions.
| Funció F: primitiva de f                                      | Funció f: derivada de F                                                    |
| ------------------------------------------------------------- | -------------------------------------------------------------------------- |
| Funcions elementals                                           |                                                                            |
| {\displaystyle f(x)=k\,}                                      | {\displaystyle f'(x)=0\,}                                                  |
| {\displaystyle f(x)=x\,}                                      | {\displaystyle f'(x)=1\,}                                                  |
| {\displaystyle f(x)=x^{n}\,}                                  | {\displaystyle f'(x)=nx^{n-1}\,}                                           |
| {\displaystyle f(x)={\sqrt {x}}\,}                            | {\displaystyle f'(x)={\frac {1}{2{\sqrt {x}}}}\,}                          |
| {\displaystyle f(x)=e^{x}\,}                                  | {\displaystyle f'(x)=e^{x}\,}                                              |
| {\displaystyle f(x)=\ln(x)\,}                                 | {\displaystyle f'(x)={\frac {1}{x}}\,}                                     |
| {\displaystyle f(x)=a^{x}\quad {\text{(amb }}a>0)\,}          | {\displaystyle f'(x)=a^{x}\ln(a)\,}                                        |
| {\displaystyle f(x)=\log _{b}(x)\,}                           | {\displaystyle f'(x)={\frac {1}{x\ln(b)}}\,}                               |
| {\displaystyle f(x)={\frac {1}{x^{n}}}=(x^{n})^{-1}=x^{-n}\,} | {\displaystyle f'(x)=-nx^{-n-1}\,}                                         |
| Funcions trigonomètriques                                     |                                                                            |
| {\displaystyle f(x)=\sin(x)\,}                                | {\displaystyle f'(x)=\cos(x)\,}                                            |
| {\displaystyle f(x)=\cos(x)\,}                                | {\displaystyle f'(x)=-\sin(x)\,}                                           |
| {\displaystyle f(x)=\operatorname {tg} (x)\,}                 | {\displaystyle f'(x)=\sec ^{2}(x)\,}                                       |
| {\displaystyle f(x)=\sec(x)\,}                                | {\displaystyle f'(x)=\sec(x)\operatorname {tg} (x)\,}                      |
| {\displaystyle f(x)=\operatorname {cosec} (x)\,}              | {\displaystyle f'(x)=-\operatorname {cosec} (x)\operatorname {cotg} (x)\,} |
| {\displaystyle f(x)=\operatorname {cotg} (x)\,}               | {\displaystyle f'(x)=-\operatorname {cosec} ^{2}(x)\,}                     |
| {\displaystyle f(x)=\arcsin(x)\,}                             | {\displaystyle f'(x)={\frac {1}{\sqrt {1-x^{2}}}}\,}                       |
| {\displaystyle f(x)=\arccos(x)\,}                             | {\displaystyle f'(x)={\frac {-1}{\sqrt {1-x^{2}}}}\,}                      |
| {\displaystyle f(x)=\operatorname {arctg} (x)\,}              | {\displaystyle f'(x)={\frac {1}{1+x^{2}}}\,}                               |

### Regles per al càlcul de derivades
Un cop conegudes les funcions derivades de les funcions elementals que s'han presentat a la taula anterior, emprant les regles per al càlcul de derivades que es presenten tot seguit es pot trobar la derivada que qualsevol funció construïda com a combinació de les funcions elementals.
A la següent taula es resumeixen aquestes regles per al càlcul de derivades i a l'article especialitzat de cada una s'explica el procés per arribar a l'expressió i es donen exemples de càlcul.
| Nom                                             | Regla |
| ----------------------------------------------- | --- |
| Linealitat de la derivació                      | {\displaystyle D[\alpha f(x)+\beta g(x)]=\alpha f'(x)+\beta g'(x)\,}{\displaystyle \qquad \alpha ,\beta \in \mathbb {R} }     |
| Regla del producte (o de Leibniz)               | {\displaystyle D[{f(x)g(x)}]=D[f(x)]\cdot g(x)+f(x)\cdot D[g(x)]}                                                             |
| Regla de Leibniz (o del producte generalitzada) | {\displaystyle (f\cdot g)^{(n)}=\sum _{k=0}^{n}{n \choose k}f^{(k)}g^{(n-k)}}                                                 |
| Regla del quocient                              | {\displaystyle D{f(x) \over g(x)}={f'(x)g(x)-f(x)g'(x) \over g(x)^{2}}}                                                       |
| Regla de la raó inversa d'una funció            | {\displaystyle D{1 \over f(x)}=-{f'(x) \over f(x)^{2}}}                                                                       |
| Regla de la funció inversa                      | {\displaystyle D\left(f^{-1}(x)\right)={1 \over f'(f^{-1}(x))}}                                                               |
| Regla de la cadena                              | {\displaystyle D\left[f\left(g(x)\right)\right]=f'\left(g(x)\right)\cdot g'(x)}                                               |
| Regla de la funció implícita                    | {\displaystyle {\frac {dy}{dx}}=-{\frac {{\partial F}/{\partial x}\;}{{\partial F}/{\partial y}\;}}\quad F\left(x,y\right)=0} |
| Regla de la equació paramètrica                 | {\displaystyle {\frac {dy}{dx}}={\frac {y_{t}^{'}}{x_{t}^{'}}}\ y=y(t),x=x(t)}                                                |
| Regla de la potenciació funcional               | {\displaystyle (f^{g})'=f^{g}\left(g'\ln f+{gf' \over f}\right)\quad }                                                        |

### Exemple de càlcul
Per calcular la derivada de
{\displaystyle f(x)=x^{4}+\sin(x^{2})-\ln(x)e^{x}+7\,}
Primer s'aplica la linealitat de la derivació de forma que la derivada de la suma és la suma de derivades, així queda:
{\displaystyle {f}'\left(x\right)={\frac {d\left(x^{4}\right)}{dx}}+{\frac {d\left(\sin \left(x^{2}\right)\right)}{dx}}-{\frac {d\left(\ln \left(x\right)e^{x}\right)}{dx}}+{\frac {d7}{dx}}}
La primera i l'última funció són funcions elementals (una potència de x i la funció constant), consultant la primera taula
es troben immediatament les seves derivades, la segona funció és la composició de la funció sinus amb la funció x² per tant es pot aplicar la regla de la cadena, i la tercera funció és el producte de la funció logaritme per la funció exponencial de forma que es pot aplicar la regla del producte. Fent tot això queda:
{\displaystyle {f}'\left(x\right)=4x^{\left(4-1\right)}+{\frac {d\left(x^{2}\right)}{dx}}\cos \left(x^{2}\right)-\left[{\frac {d\left(\ln x\right)}{dx}}e^{x}+\ln \left(x\right){\frac {d\left(e^{x}\right)}{dx}}\right]+0}
Ara ja només queden per derivar una funció potencial, la funció logaritme i la funció exponencial que són totes funcions elementals i que estan a la taula. Substituint-les per les seves derivades i simplificant l'expressió queda:
{\displaystyle {f}'\left(x\right)=4x^{3}+2x\cos \left(x^{2}\right)-{\frac {1}{x}}e^{x}-\ln \left(x\right)e^{x}}

### Algorismes informàtics per al càlcul de derivades
A la utilització dels ordinadors en el problema de la derivació se li pot donar tres enfocaments diferents:
- La derivació numèrica que consisteix en el càlcul numèric de la derivada d'una funció en un punt.

- La derivació automàtica que aplica tècniques de càlcul simbòlic per tal de trobar la derivada d'una funció en un punt sense els problemes d'error d'arrodoniment que apareixen en al càlcul numèric i sense la necessitat de temps de procés de la derivació simbòlica.

- La derivació simbòlica que busca l'expressió simbòlica de la funció derivada d'una funció donada.

## Aplicacions

### Càlcul de màxims i mínims
Una de les aplicacions més importants del càlcul de derivades és per trobar els valors extrems (màxims i mínims) normalment pels processos d'optimització. Els extrems normalment estan als punts on la derivada és zero. Una funció pot tenir un extrem en un punt i no ser derivable en el punt, però si és derivable llavors la derivada és zero, en el que segueix es fa referència només a les funcions que són localment derivables. També pot ser que la derivada sigui zero i la funció no tingui un extrem al punt, per això per trobar els extrems a més de trobar els punts on la derivada és zero, també cal verificar si al punt la funció presenta efectivament un extrem. Com a exemple es considera el següent polinomi: 
{\displaystyle {\begin{aligned}f\left(x\right)&={\frac {1}{3}}x^{3}-2x^{2}+3x\\f^{'}\left(x\right)&=x^{2}-4x+3\\f^{''}\left(x\right)&=2x-4\end{aligned}}}
La figura mostra les gràfiques de {\displaystyle f(x)}, {\displaystyle f'(x)} i {\displaystyle f''(x)}.

#### Tangents horitzontals
Si una funció {\displaystyle f\colon (a,b)\to \mathbb {R} } amb {\displaystyle (a,b)\subset \mathbb {R} } té un màxim al punt {\displaystyle x_{0}\in (a,b)} i és derivable en tot punt {\displaystyle x} d'aquest interval, com que {\displaystyle f(x_{0})\geq f(x)}, la derivada de {\displaystyle f} en el punt {\displaystyle x_{0}} només pot ser zero: {\displaystyle f'(x_{0})=0} (els quocients de diferències dels punts més petits que {\displaystyle x_{0}} són tots positius i els de punts més grans són tots positius). Una afirmació equivalent es pot establir en el cas que {\displaystyle f} presenti un mínim a {\displaystyle x_{0}}.
La interpretació geomètrica d'això donada per Fermat és que al punt {\displaystyle x_{0}} la funció té una tangent paral·lela a l'eix x o també es pot dir una tangent horitzontal.
Per tant, pel cas de funcions derivables, una condició necessària perquè la funció tingui un extrem en un punt, és que la derivada de la funció valgui 0 al punt:
{\displaystyle f^{\prime }(x_{0})=0}
El recíproc no és cert, encara que la derivada tingui un zero a l'interval, no es pot afirmar que la funció hi tingui un extrem, per exemple, podria ser, que hi hagués un punt de sella. A l'article valors extrems es dona una llista de condicions suficients tals que el seu compliment permet assegurar que es tracta d'un extrem. Aquestes condicions fan servir la derivada segona o fins i tot derivades d'ordre superior.

#### Condicions necessàries i suficients a l'exemple
A l'exemple
{\displaystyle f'(x)=x^{2}-4\cdot x+3.}
D'aquí resulta que la condició que {\displaystyle f^{\prime }(x)=0}, pels punts {\displaystyle x=1} i {\displaystyle x=3} es compleix exactament. Els valors de la funció en aquests punts és {\displaystyle f(1)=4/3} i {\displaystyle f(3)=0} respectivament, per tant, la corba té tangents horitzontals a {\displaystyle (1\mid 4/3)} i {\displaystyle (3\mid 0)}, i només en aquests punts.
A més, com que es dona la següent successió de valors,
{\displaystyle f(0)=0,\quad f(1)={\frac {4}{3}},\quad f(3)=0,\quad f(4)={\frac {4}{3}}}
On la funció creix i decreix, hi ha d'haver necessàriament un màxim i un mínim i com que els punts trobats són els únics que compleixen amb la condició de tenir tangents horitzontals, han de ser: hi ha un màxim a {\displaystyle (1\mid 4/3)} i un mínim a {\displaystyle (3\mid 0)}.

#### Traçat de corbes
Amb l'ajuda de les derivades encara es poden analitzar més característiques de la funció, com ara punts d'inflexió, punts de sella i convexitat o la monotonia. L'estudi d'aquestes característiques es descriu a l'article traçat de corbes.

### Equacions diferencials
Una altra aplicació important del càlcul diferencial es dona en la modelització matemàtica de processos. El creixement, el moviment o les forces troben tots relació amb les derivades, la formulació on apareixen ha de contenir derivades. Típicament, això condueix a la formulació d'equacions diferencials on apareixen les derivades de la funció incògnita.
Per exemple, la llei de Newton del moviment,
{\displaystyle \mathbf {F} (t)=m\mathbf {a} (t)=m{\ddot {\mathbf {s} }}=m{\frac {\mathrm {d} ^{2}\mathbf {s} }{\mathrm {d} t^{2}}}}
Enllaça l'acceleració d'un cos {\displaystyle \mathbf {a} } amb la seva massa {\displaystyle m} i la força aplicada Kraft {\displaystyle \mathbf {F} }. Llavors el problema bàsic de la mecànica consisteix en obtenir la posició del cos a partir de la seva acceleració. Aquesta tasca, la inversa d'una doble derivació, té la forma matemàtica d'una equació diferencial de segon ordre. La dificultat matemàtica d'aquest problema ve que la posició, la velocitat i l'acceleració, són vectors que no tenen sempre la mateixa direcció i que la força, de vegades, és una funció del temps i/o de la posició.
Com que molts models són multidimensionals, sovint són molt importants les derivades parcials que s'expliquen més endavant, amb les quals es formulen equacions en derivades parcials.

### Un exemple d'aplicació del càlcul diferencial
Per exemple, en macroeconomia s'analitzen diferents models de funcions de producció per millorar el coneixement de les relacions macroeconòmiques. Aquests són tots els comportaments típics d'una funció macroeconòmica d'interès: Com reacciona la variable dependent de sortida (producció d'un bé) si l'entrada (factor productiu, per exemple treball o capital augmenta) s'augmenta una unitat (infinitesimalment) petita?
Un tipus bàsic de funció de producció, és per exemple, la funció de producció neoclàssica. Es caracteritza pel fet que la producció augmenta per cada augment addicional del factor de producció, però l'augment disminueix progressivament. Per exemple, una empresa té la funció de producció
{\displaystyle y=f(x)={\sqrt {400x-4}}\ \mathrm {per} \ x\geq 100}
La derivada primera d'aquesta funció, obtinguda aplicant la regla de la cadena és 
{\displaystyle {\frac {\mathrm {d} y}{\mathrm {d} x}}={\frac {1}{2}}({400x-4})^{-{\frac {1}{2}}}\cdot 400={\frac {200}{\sqrt {400x-4}}}}.
Com que l'arrel quadrada només pot tenir valor positiu, es veu que la producció només pot créixer per cada augment addicional del factor de producció. La derivada segona és: 
{\displaystyle {\frac {\mathrm {d} ^{2}y}{\mathrm {d} x^{2}}}=200\left(-{\frac {1}{2}}\right)({400x-4})^{-{\frac {3}{2}}}\cdot 400=-{\frac {40.000}{\sqrt {(400x-4)^{3}}}}}.
Que esdevé negativa a tot arreu, per tant, el ritme d'augment disminueix. Per tant, es pot afirmar, que en augmentar els inputs, els outputs augmenten de forma menys que proporcional.

## Derivades en dimensions superiors

### Derivades de funcions vectorials
Una funció vectorial y(t) d'una variable real és una funció que a cada nombre real li fa correspondre un vector d'algun espai vectorial Rn. Una funció vectorial es pot partir en les seves funcions coordenades y1(t), y₂(t), …, yn(t), això vol dir que y(t) = (y1(t), ..., yn(t)). Això inclou, per exemple, corbes paramètriques a R² o R3. Les funcions coordenades són funcions reals, per tant es pot aplicar la definició de derivada de més amunt. La derivada de y(t) es defineix com el vector, anomenat vector tangent, que té com a coordenades les derivades de les funcions coordenades. És a dir,
{\displaystyle \mathbf {y} '(t)=(y'_{1}(t),\ldots ,y'_{n}(t)).}
El que és equivalent a
{\displaystyle \mathbf {y} '(t)=\lim _{h\to 0}{\frac {\mathbf {y} (t+h)-\mathbf {y} (t)}{h}},}
si el límit existeix. La resta del numerador és una resta de vectors, no d'escalars. Si la derivada de y existeix per cada valor de t, llavors y′ és una altra funció vectorial.
Si e1, …, en és la base estàndard de Rn, llavors y(t) també es pot escriure com y1(t)e1 + … + yn(t)en. Si s'assumeix que la derivada d'una funció vectorial manté la propietat de la linealitat, llavors la derivada de y(t) ha de ser 
{\displaystyle y'_{1}(t)\mathbf {e} _{1}+\cdots +y'_{n}(t)\mathbf {e} _{n}}
perquè cada un dels vectors de la base és una constant.
Aquesta generalització és útil, per exemple, si y(t) és el vector posició d'una partícula a l'instant t; llavors la derivada y′(t) és el vector velocitat de la partícula a l'instant t.

### Derivades parcials
Suposant que f és una funció que depèn de més d'una variable. Per exemple,
{\displaystyle f(x,y)=x^{2}+xy+y^{2}.\,}
f es pot reinterpretar com una família de funcions d'una variable indexades per les altres variables:
{\displaystyle f(x,y)=f_{x}(y)=x^{2}+xy+y^{2}.\,}
En altres paraules, cada valor de x selecciona una funció, escrita com fx, que és funció només d'un nombre real. Això és,
{\displaystyle x\mapsto f_{x},\,}
{\displaystyle f_{x}(y)=x^{2}+xy+y^{2}.\,}
Un cop s'ha triat un valor de x, per exemple a, llavors f(x,y) determina una funció fa que fa correspondre a² + ay + y² a y:
{\displaystyle f_{a}(y)=a^{2}+ay+y^{2}.\,}
En aquesta expressió, a és una constant, no una variable, per tant fa és una funció només d'una variable real. En conseqüència es pot aplicar la definició de la derivada d'una funció d'una variable:
{\displaystyle f_{a}'(y)=a+2y.\,}
El procés anterior es pot repetir per qualsevol valor de a. Ajuntant totes aquestes derivades s'obté una funció que descriu la variació de f en la direcció y:
{\displaystyle {\frac {\partial f}{\partial y}}(x,y)=x+2y.}
Aquesta és la derivada parcial de f respecte de y. Aquí ∂, una d arrodonida és el símbol derivada parcial. Per distingir-lo de la lletra d, ∂ es pronuncia "derivada parcial".
En general, la derivada parcial d'una funció f(x1, …, xn) en la direcció xi al punt (a1 …, an) es defineix com:
{\displaystyle {\frac {\partial f}{\partial x_{i}}}(a_{1},\ldots ,a_{n})=\lim _{h\to 0}{\frac {f(a_{1},\ldots ,a_{i}+h,\ldots ,a_{n})-f(a_{1},\ldots ,a_{n})}{h}}.}
En el quocient de diferències de dalt, totes les variables tret de xi es mantenen fixes. Aquesta selecció de valors fixos determina una funció d'una variable 
{\displaystyle f_{a_{1},\ldots ,a_{i-1},a_{i+1},\ldots ,a_{n}}(x_{i})=f(a_{1},\ldots ,a_{i-1},x_{i},a_{i+1},\ldots ,a_{n})}
I, per definició,
{\displaystyle {\frac {df_{a_{1},\ldots ,a_{i-1},a_{i+1},\ldots ,a_{n}}}{dx_{i}}}(a_{1},\ldots ,a_{n})={\frac {\partial f}{\partial x_{i}}}(a_{1},\ldots ,a_{n}).}
En altres paraules, les diferents eleccions de a indexen una família de funcions d'una variable precisament com a l'exemple de més amunt. Aquesta expressió també mostra que el càlcul de derivades parcials es redueix al càlcul de derivades de funcions d'una variable.
Un exemple important d'una funció de diverses variables és el cas d'una funció escalar f(x1,...xn) sobre un domini a l'espai euclidià Rn (per exemple, sobre R² o R³). En aquest cas f té una derivada parcial ∂f/∂xj respecte de cada variable xj. Al punt a, aquestes derivades parcials defineixen el vector
{\displaystyle \nabla f(a)=\left({\frac {\partial f}{\partial x_{1}}}(a),\ldots ,{\frac {\partial f}{\partial x_{n}}}(a)\right).}
D'aquest vector se'n diu el gradient de f a a. Si f és derivable a tots els punts en algun domini, llavors el gradient és una funció vectorial ∇f que assigna al punt a el vector ∇f(a). En conseqüència, el gradient determina un camp vectorial.

### Derivades direccionals
Si f és una funció real en Rn, llavors les derivades parcials de f mesuren la seva variació en la direcció dels eixos de coordenades. Per exemple, si f és una funció de x i de y, llavors les seves derivades parcials mesuren la variació de f en la direcció x i la direcció y. En canvi, no mesuren directament la variació de f en cap altra direcció, com ara al llarg de la diagonal y = x. Aquestes variacions es mesuren fent servir les derivades direccionals. Donat un vector
{\displaystyle \mathbf {v} =(v_{1},\ldots ,v_{n}).}
La derivada direccional de f en la direcció de v al punt x és el límit
{\displaystyle D_{\mathbf {v} }{f}({\boldsymbol {x}})=\lim _{h\rightarrow 0}{\frac {f({\boldsymbol {x}}+h\mathbf {v} )-f({\boldsymbol {x}})}{h}}.}
Sia λ un escalar. Si en l'expressió anterior, se substitueix h per λh, el límit quan h tendeix a zero és el mateix, per tant:
{\displaystyle {\text{D}}_{\mathbf {v} }f\left(\mathbf {x} \right)={\underset {h\to 0}{\mathop {\lim } }}\,{\frac {f\left(\mathbf {x} +\lambda h\mathbf {v} \right)-f\left(\mathbf {x} \right)}{\lambda h}}}
I multiplicant per λ als dos cantons queda:
{\displaystyle {\begin{aligned}\lambda \left({\text{D}}_{\mathbf {v} }f\left(\mathbf {x} \right)\right)&={\underset {h\to 0}{\mathop {\lim } }}\,{\frac {f\left(\mathbf {x} +\lambda h\mathbf {v} \right)-f\left(\mathbf {x} \right)}{h}}\\&={\underset {h\to 0}{\mathop {\lim } }}\,{\frac {f\left(\mathbf {x} +h\left(\lambda \mathbf {v} \right)\right)-f\left(\mathbf {x} \right)}{h}}\\&={\text{D}}_{\lambda \mathbf {v} }f\left(\mathbf {x} \right)\end{aligned}}}
Per tant, la derivada direccional en la direcció λv és λ cops la derivada direccional en la direcció v. A causa d'això, sovint les derivades direccionals només es calculen per vectors unitaris v.
Si les derivades parcials de f existeixen i són contínues a x, llavors determinen la derivada direccional de f en la direcció v per la fórmula:
{\displaystyle D_{\mathbf {v} }{f}({\boldsymbol {x}})=\sum _{j=1}^{n}v_{j}{\frac {\partial f}{\partial x_{j}}}.}
Això és conseqüència de la definició de la derivada total. D'això resulta que la derivada direccional és lineal en v.
La mateixa definició també funciona quan f és una funció amb valors a Rm. Només es fa servir la definició de dalt en cada component dels vectors. En aquest cas, la derivada direccional és un vector de Rm.

### La derivada total, el diferencial total i el Jacobià
Sia f des d'un domini de R en R. La derivada de f en un punt a del seu domini, és la millor aproximació lineal de f en aquest punt. Tal com s'ha explicat més amunt és un nombre. Geomètricament, si v és un vector unitari amb origen a a, llavors f′ (a), la millor aproximació lineal de f a a, ha de ser la longitud del vector que s'obté a base de moure v a l'espai destí, fent servir f. En altres paraules, si v es mesura en termes de distàncies a l'espai destí, llavors, com que v només es pot mesurar a través de f, v ja no sembla que sigui un vector unitari perquè f no preserva els vectors unitaris. En comptes d'això, v aparenta tenir longitud f′ (a). Si m és més gran que u, llavors en escriure f fent servir funcions coordenades, la longitud de v en cada una de les direccions coordenades es pot mesurar per separat.
Ara se suposa que f és una funció d'un domini en Rn a Rm i que a és un punt en el domini de f. La derivada de f a a encara hauria de ser la millor aproximació lineal de f a a. En altres paraules, si v és un vector de Rn, llavors f′ (a) hauria de ser la transformació lineal que millor aproxima f. La transformació lineal hauria de contenir tota la informació sobre com f transforma vectors a a en vectors a f(a), i en símbols, això significa que ha de ser la transformació lineal f′ (a) tal que
{\displaystyle \lim _{||\mathbf {h} ||\rightarrow 0}{\frac {||f(\mathbf {a} +\mathbf {h} )-f(\mathbf {a} )-f'(\mathbf {a} )\mathbf {h} ||}{||\mathbf {h} ||}}=0.}
Aquí h és un vector de Rn, per tant la norma en el denominador és la longitud estàndard de Rn. Ara bé, f′ (a)h és un vector de Rm, i la norma en el numerador és la longitud estàndard en Rm. La transformació lineal f′ (a), si existeix, es diu la derivada total de f a a o el  diferencial (total) de f a a.
Si la derivada total existeix a a, llavors totes les derivades parcials de f existeixen a a. Si s'escriu f fent servir funcions coordenades, de forma que f = (f1, f₂, ..., fm), llavors la derivada total es pot expressar com una matriu anomenada el Jacobià de f a a:
{\displaystyle f'(\mathbf {a} )={\text{Jac}}_{\mathbf {a} }=\left({\frac {\partial f_{i}}{\partial x_{j}}}\right)_{ij}.}
L'existència del jacobià és estrictament més forta que l'existència de les derivades parcials, però si les derivades parcials existeixen i satisfan unes condicions moderades de suavitat, llavors la derivada total existeix i ve donada pel jacobià.
La definició de la derivada total subsumeix la definició de la derivada en una variable. En aquest cas, la derivada total existeix si i només si la derivada la derivada usual existeix. La matriu jacobiana es redueix a una matriu de 1×1 l'únic coeficient de la qual és la derivada f′ (x). Aquesta matriu de 1×1 satisfà la propietat que f(a + h) − f(a) − f′(a)h és aproximadament zero, en altres paraules que
{\displaystyle f(a+h)\approx f(a)+f'(a)h.}
Tret del canvi de variables, aquesta és l'afirmació que la funció {\displaystyle x\mapsto f(a)+f'(a)(x-a)} és la millor aproximació lineal de f a a.
La derivada total d'una funció no dona una altra funció de la mateixa forma que en el cas d'una variable. Això és conseqüència del fet que la derivada total d'una funció multivariable ha d'enregistrar molta més informació que la derivada d'una funció d'una sola variable. En comptes d'això, la derivada total dona una funció del fibrat tangent de l'origen en el fibrat tangent del destí.

## Generalitzacions
El concepte de derivada es pot estendre a molts altres plantejaments. El fil conductor comú és que la derivada d'una funció en un punt serveix com a aproximació lineal de la funció al punt.
- Una generalització important de la derivada afecta a les funcions complexes de variable complexa, aquestes funcions, com a funcions de (domini en) els nombres complexos C en (recorregut en) C. La noció de la derivada d'aquesta mena de funcions s'obté substituint les variables reals per variables complexes en la definició de derivada. Ara bé, aquesta identificació innocent amaga algunes propietats molt profundes. Si C s'identifica amb R² a base d'escriure els nombres complexos z com a x + i y, llavors una funció derivable de C en C és, certament, derivable com una funció de R² en R² (en el sentit que totes les seves derivades parcials existeixen), però, el general, el recíproc no és cert: la derivada complexa només existeix si la derivada real és complex lineal i això imposa relacions entre les derivades parcials anomenades les Equacions de Cauchy-Riemann — vegeu Funció holomorfa.

- una altra generalització afecta a les funcions entre varietats diferenciables. Intuïtivament parlant una varietat M és un espai que al voltant de cada punt x es pot aproximar per un espai vectorial anomenat el seu espai tangent: l'exemple prototipus és una superfície derivable de R³. Llavors la derivada (o diferencial) d'una funció (derivable) f: M → N entre varietats, en un punt x de M, és una aplicació lineal de l'espai tangent de M ax en l'espai tangent de N a f(x). La funció derivada esdevé una aplicació entre els fibrats tangents de M i N. Aquesta definició és fonamental en geometria diferencial i té moltes aplicacions.

- La derivació també es pot definir per funcions entre espais vectorials de dimensió infinita com ara els espais de Banach i els espais de Fréchet. Hi ha una generalització tant de la derivada direccional, anomenada la derivada de Gâteaux, com de la diferencial, anomenada la derivada de Fréchet.

- Una deficiència de la derivada clàssica és que no hi ha gaires funcions que siguin derivables. No obstant això, hi ha una forma d'estendre la noció de derivada de forma que totes les funcions contínues (i moltes altres funcions) són derivables fent servir el concepte conegut com la derivada feble. La idea és incloure les funcions contínues en un espai més gran anomenat l'espai de les distribucions i només exigir que una funció sigui derivable "en la mitjana".

- Les propietats de les derivades han inspirat la introducció i l'estudi de molts objectes similars en àlgebra i topologia — vegeu, per exemple, àlgebra diferencial.

- Vegeu també derivada aritmètica.